# Oxyrrhynchium bergmaniae
Oxyrrhynchium bergmaniae là một loài Rêu trong họ Brachytheciaceae. Loài này được (E.B. Bartram) Huttunen & Ignatov mô tả khoa học đầu tiên.